# حافظ محمد سعيد
حافظ محمد سعيد (1948-)، قيادي عسكري باكستاني وأحد مؤسسي جماعة لشكر طيبة ورئيس جماعة الدعوة، وهي منظمات مسلحة تعمل بشكل رئيسي في باكستان.
يُعد حافظ محمد سعيد إرهابي دولي بحسب عدد من الدول مثل الولايات المتحدة؛ رغم أنه مؤثر في باكستان بين مجموعات دينية معينة. في أبريل 2012 أعلنت الولايات المتحدة عن مكافأة قدرها 10 ملايين دولار على سعيد، لدوره المزعوم في هجمات مومباي عام 2008 والتي قتل فيها 164 مدنيًا بما في ذلك 6 مواطنين أمريكيين.

## الحكم عليه بالسجن
في 8 أبريل 2022 حكمت محكمة مكافحة الإرهاب في لاهور، باكستان بالسجن 31 عاما على حافظ محمد سعيد بعد إدانته بتمويل الإرهاب،
والحكم هو الأخير الصادر بحق حافظ سعيد، الذي اعتقل عام 2019 وحكم عليه في العام التالي بالسجن لمدة 15 عاما في قضية منفصلة، بتهمة تمويل الإرهاب أيضا. وقال محاميه نصير الدين نيار إن بإمكان سعيد استئناف الحكم الأخير.